# Alchemilla

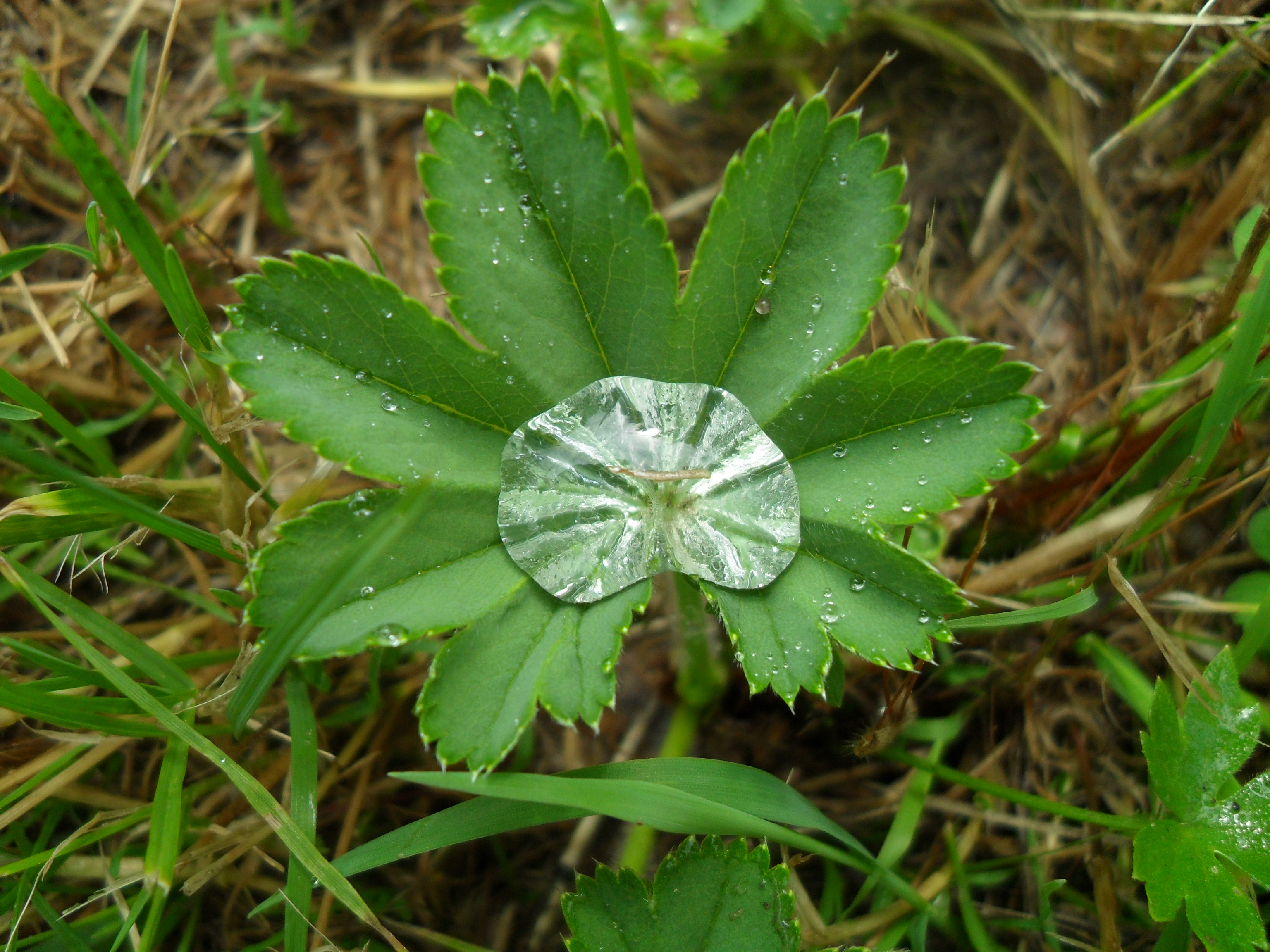
Alchemilla vulgaris

Alchemilla es un género de plantas de la familia de las rosáceas.
Plantas herbáceas y perennes. La mayoría de las especies son nativas de las regiones frías y subárticas de Europa y Asia, y unas pocas especies también se presentan en las zonas montañosas de África, Norte y Sur de América.
Algunas especies, como A. alpina, son usadas en jardinería como ornamentales para jardines rocosos.

## Taxonomía
Alchemilla L. en Species Plantarum 2: 123. 1753. Especie tipo: A. vulgaris L. (ver Rydberg, N. Amer. Fl. 22: 377. 20/11/1908).  (enlace roto disponible en Internet Archive; véase el historial, la primera versión y la última).
Etimología
Alchemilla: nombre genérico que toma el nombre de alguna planta valorada por su uso en la alquimia.
Sinonimia
- Alchimilla Mill., orth. var.
- Aphanes L. [probable sinónimo]
- Lachemilla (Focke) Rydb.
- Zygalchemilla Rydb.